# Mario Luigi Ciappi
Mario Luigi Ciappi, né le 6 octobre 1909 à Florence en Italie et mort le 22 avril 1996 à Rome, est un cardinal italien, dominicain et théologien personnel de cinq papes entre 1955 et 1989.

## Biographie

### Prêtre
Mario Luigi Ciappi est ordonné prêtre le 26 mars 1932 pour l'Ordre des frères prêcheurs (dominicains) par le cardinal Francesco Marchetti-Selvaggiani.
Il obtient un doctorat en théologie en 1933 à l'Angelicum de Rome. Il poursuit ensuite ses études à l'Université de Louvain et à l'Université de Fribourg.
Il enseigne la théologie morale et la théologie dogmatique à l'Angelicum de 1935 à 1955, où il devient doyen de la faculté de théologie.
En 1955, il est appelé au Vatican comme théologien de la Maison pontificale. À ce titre, il conseille les papes successifs dans la rédaction d'encycliques. Il conservera cette mission jusqu'en 1989.

### Évêque et cardinal
Le 18 juin 1977, il est consacré évêque avec le titre d'évêque in partibus de Misène (de) et quelques jours plus tard, il est créé cardinal avec le titre de cardinal-diacre de Nostra Signora del Sacro Cuore par le pape Paul VI lors du consistoire du 27 juin.
Le 22 juin 1987, il est élevé à la dignité de cardinal-prêtre de S. Cuore di Gesù agonizzante a Vitinia.